# Nemanja Bešović
Nemanja Bešović (in serbo Немања Бешовић?; Podgorica, 8 giugno 1992) è un cestista serbo.

## Palmarès
- Campionato serbo: 3

Partizan Belgrado: 2008-09, 2010-11, 2011-12
- Coppa di Serbia: 4

Partizan Belgrado: 2009, 2010, 2011, 2012
- Lega Adriatica: 1

Partizan Belgrado: 2010-11